# Leptopontia punctata
Leptopontia punctata är en kräftdjursart som beskrevs av Rony Huys och Conroy-Dalton 1996. Leptopontia punctata ingår i släktet Leptopontia, och familjen Leptopontiidae. Arten är reproducerande i Sverige.